# Morillo de Tou
Morillo de Tou (Moriello de Tou en aragonés) es una localidad perteneciente al municipio de Aínsa-Sobrarbe, en el Sobrarbe, provincia de Huesca en Aragón, España. Antiguamente tuvo ayuntamiento propio. Dista 3 km de Aínsa y ha sido convertido en un centro vacacional regentado por el sindicato Comisiones Obreras de Aragón.
Está situado a orillas del embalse de Mediano, que remansa al río Cinca, y en la carretera que une Aínsa con Barbastro. 

## Historia
Las primeras noticias que hay sobre esta población se remontan al siglo XVI en donde se describe un núcleo poblacional rodeado de una muralla. Formó parte del sistema de comunicación visual de la línea defensiva de Aínsa a Abizanda en tiempos de la Alta Edad Media, línea que tenía especial interés al ser la división entre los musulmanes y los reinos cristianos. La conquista de las llanuras cercanas al Pirineo por los cristianos hizo que dicha línea de defensa perdiera importancia y que la población pudiera ocupar las tierras más productivas cercanas al Cinca.
El pequeño núcleo rural que formaba Morillo de Tou vivía de la agricultura y ganadería trashumante. La actividad trashumante desapareció a finales del siglo XIX. A principios del siglo XX se planteó la construcción del pantano de Mediano, el cual se empezó a construir en 1936, inundando las mejores tierras de labor. A consecuencia de ello buena parte de los vecinos abandonaron el pueblo. En 1968 se procedió al recrecimiento de la presa de Mediano, lo que provocó la desaparición del resto de las tierras y el abandono del pueblo. Éste fue expropiado por la Confederación Hidrográfica del Ebro.
En 1984, veintiséis años después de su abandono, la Unión Sindical de Comisiones Obreras de Aragón pidió su cesión a la CHE y procedió a su rehabilitación para convertirlo en un centro vacacional, en principio orientado a los afilados de este sindicato en todo el país y posteriormente abierto al público en general. La rehabilitación se basó principalmente en el trabajo voluntario de los afiliados y en la creación de una escuela taller con la finalidad de dar una salida profesional a los jóvenes de la comarca. Se creó la empresa Sobrarbe S.A. para su explotación proporcionando un dinamismo laboral del que la comarca estaba muy necesitada.
En julio de 2018 la juventud del Partido Comunista de los Pueblos de España, los Colectivos de Jóvenes Comunistas organizaron la quinta edición de El Campamento de la Juventud  en Morillo de Tou.

## Monumentos
Es de especial relevancia el edificio de la antigua iglesia parroquial de Santa Ana, hoy convertida en museo de alfarería tradicional aragonesa, de estilo gótico cisterciense construida en el año 1606, y de arquitectura tradicional pirenaica. Está cuidadosamente restaurada.

### El museo de alfarería tradicional aragonesa
El museo de alfarería recoge una colección de objetos tradicionales de barro así como obras modernas. Su objetivo fundacional fue el de estudiar, preservar y dar a conocer la alfarería tradicional utilitaria, en particular la de Aragón. La muestra es de alfarería popular y hay piezas de 40 talleres diferentes de Aragón, lo que representa un porcentaje muy elevado de los existentes en el siglo XX en esa región.
La gran mayoría de las piezas pertenecen al periodo comprendido entre la última mitad del siglo XIX y el primer cuarto del XX y algunas que fueron compradas a los últimos alfareros en la década de 1960, por lo que se muestra un periodo muy concreto de esta labor.
El grupo expuesto muestra una panorámica de la alfarería de Aragón con las diferencias entre el Alto y el Bajo Aragón y la coincidencias en otras comunidades vecinas mostrando la evidencia de la tranculturización.
El hecho de que estas piezas sean objetos de uso destinados a cubrir unas necesidades y dar un servicio no está reñido con un determinado carácter artístico que el alfarero le haya podido dar.

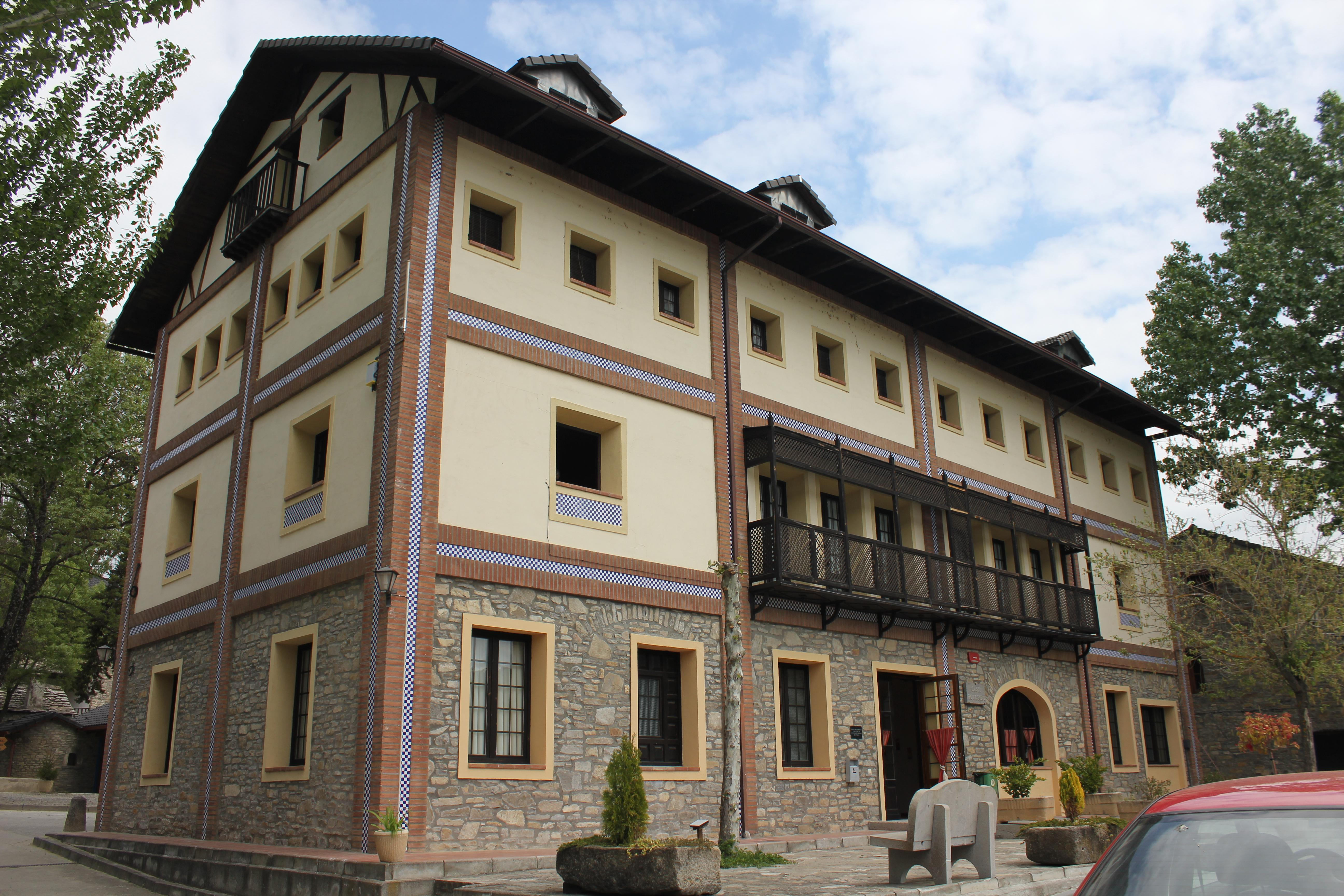
La Casa Forestal.
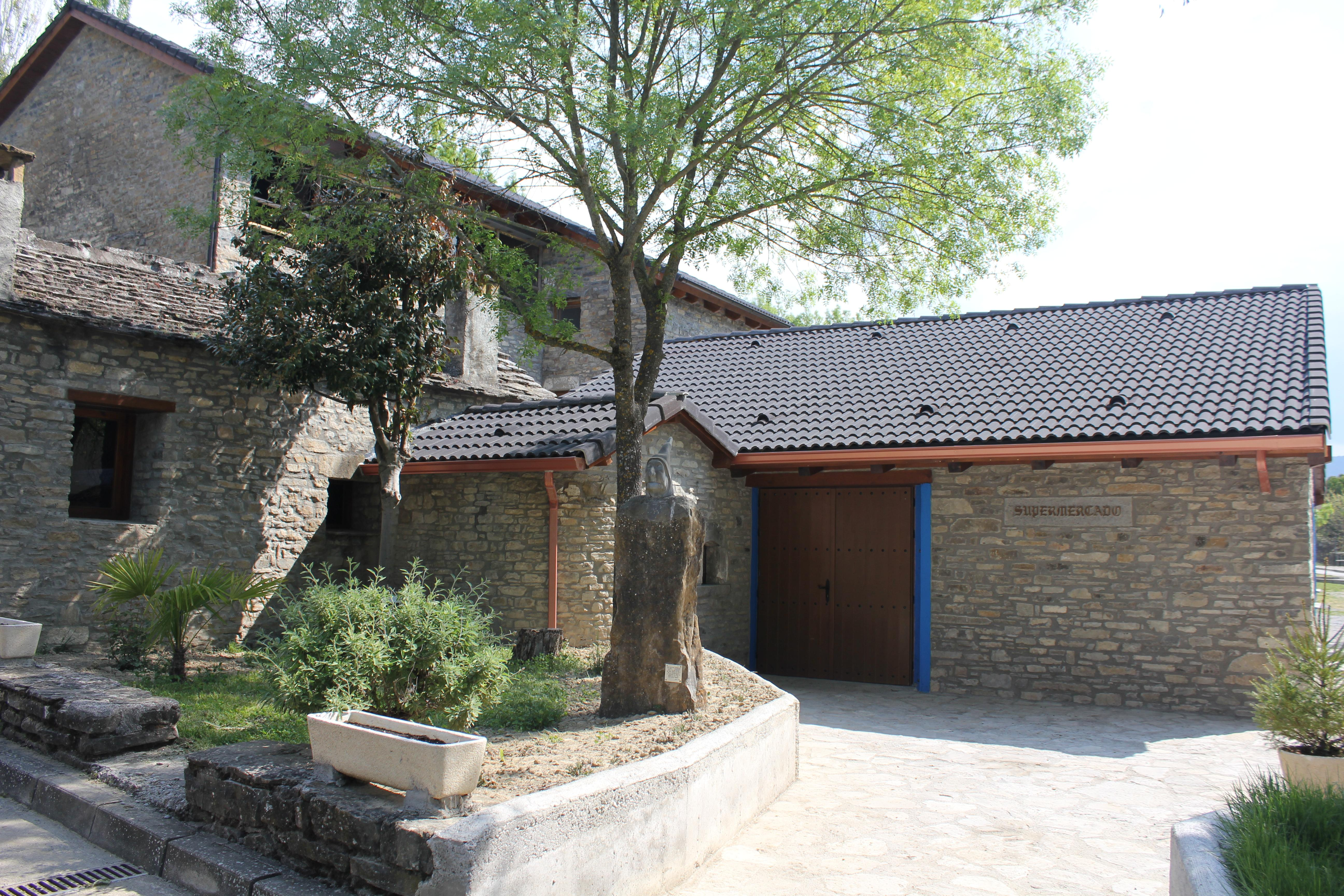
El supermercado, en la antigua casa Cardiel.
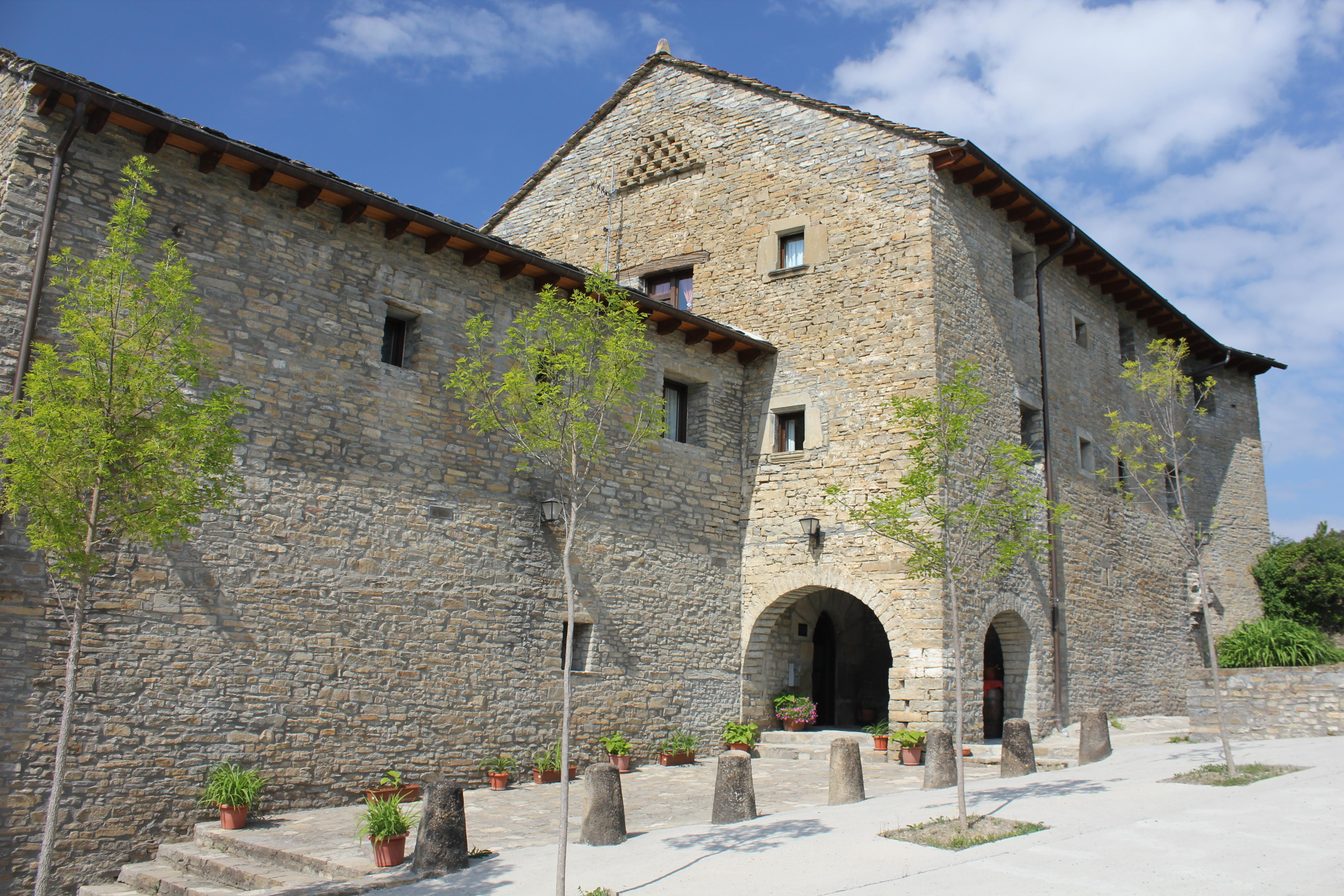
Instalaciones del centro vacacional, en la antigua casa Cambra.
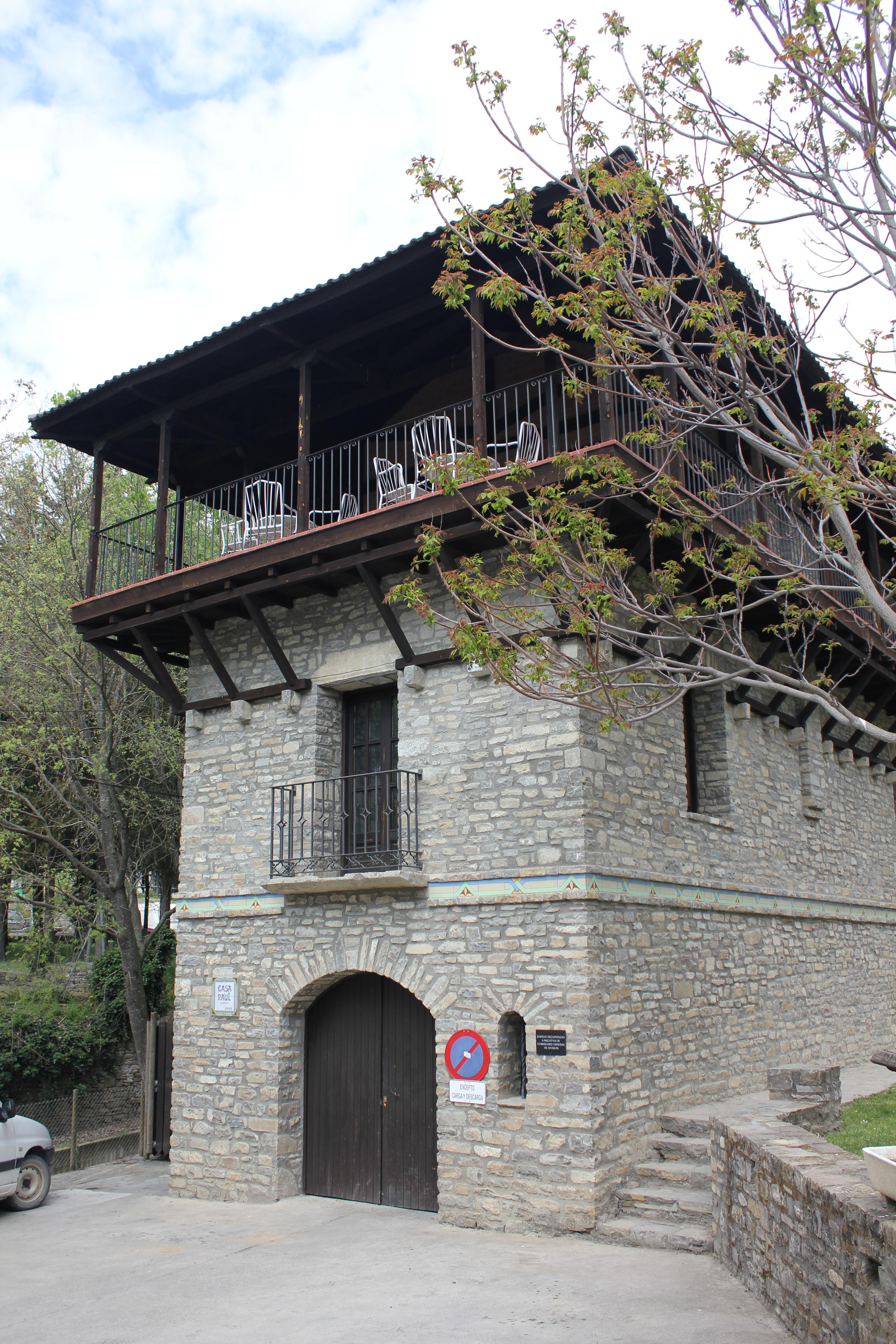
La biblioteca.

## Fiestas
Su fiesta es el 25 y 26 de julio en honor a Santiago y Santa Ana.